# Condado de Marion (Kansas)
O Condado de Marion é um dos 105 condados do estado americano de Kansas. A sede do condado é Marion, e sua maior cidade é Hillsboro. O condado tem uma área de 2470 km² (dos quais 27 km² estão cobertos por água), uma população de 13 361 habitantes, e uma densidade populacional de 1,05 hab/km² (segundo o censo nacional de 2000). O condado foi fundado em 30 de agosto de 1855.